# Morfologie listu

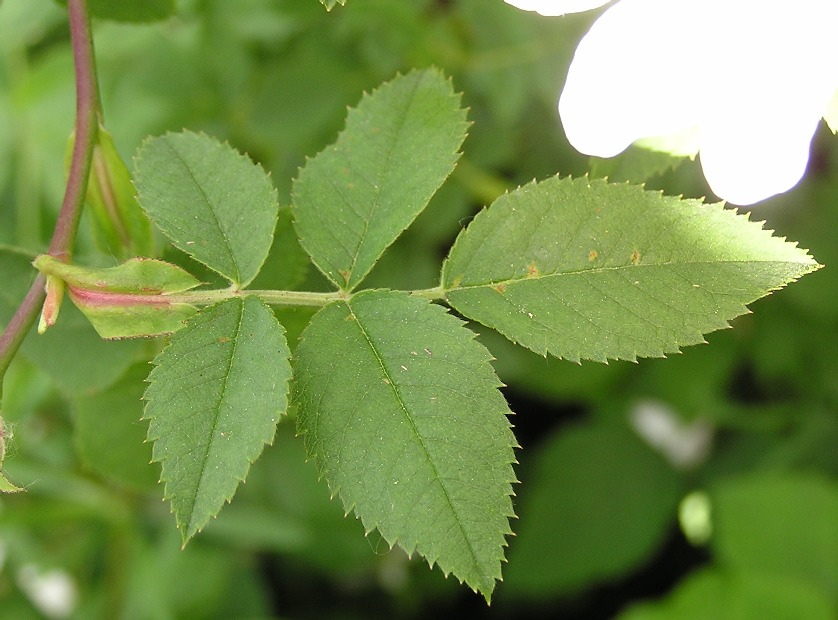
Složený list růže šípkové Rosa canina. Je vidět řapík, dva palisty a pět lístků.

Morfologie listu se zabývá vnější stavbou, tvarem, orgánu rostliny, listu. Má význam pro určování rostlin.
Asimilační listy jsou obvykle zelené barvy a mohou být při veškeré své tvarové rozmanitosti rozlišeny na plochou čepel, stopkovitý řapík a různě utvářenou spodní část. Ta se mnohdy člení na pochvu objímající stonek a na palisty. Všechny části listu nemusí být vyvinuty.

## Listová čepel
Listová čepel (lamina) je buď jednoduchá nebo složená z lístků. Jednoduchá čepel je buď celistvá nebo nejrůznějším způsobem členěná. Tvary listové čepele a její okraj jsou velmi rozmanité.
U mnoha rostlin se svrchní strana listové čepele poznatelně liší od spodní strany listů. Většina rostlin je hypostomatická, tj. více než 90 % průduchů je na spodní straně, vodní rostliny však mají tento poměr obrácen (leknín, rdest vzplývavý). Listová čepel je u většiny rostlin souměrná, pouze vzácně je asymetrická (jilm, moruše, begonie).
Rozdíly mohou být v barvě, odění, nervatuře, anatomii (xylém nahoře, floém dole). Vzhledem se liší čepele ploché, vlnité, kadeřavé, svraskalé, rýhované, řasnaté atd. Podle konzistence lze rozlišit čepele blanité, bylinné, kožovité, suchomázdřité, atd. Dělení listů je však založeno především na tvarech čepele. Je však zřejmé, že i žilnatina je komplikovaným a významným morfologickým znakem krytosemenných rostlin. Mezižeberní žilnatina je složena ze sítě mnohoúhelníkovitých políček mezi žilkami. Může být různého typu podle tvaru políček.

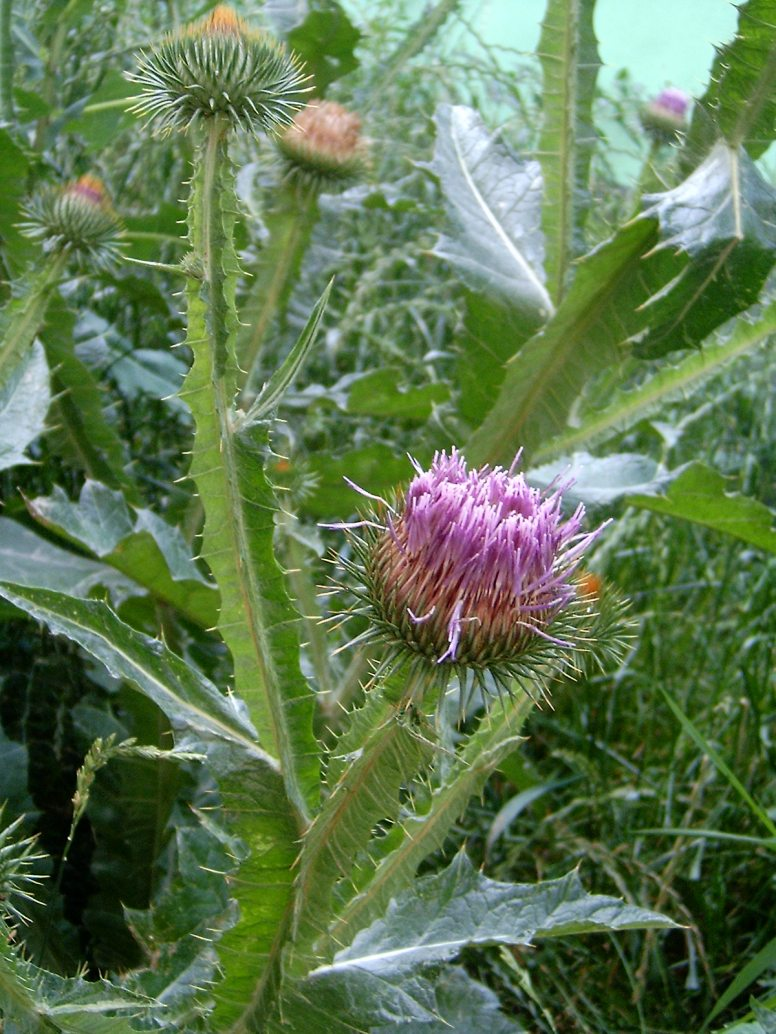
Úkrojky listové čepele bodláků jsou přeměněné na ostny
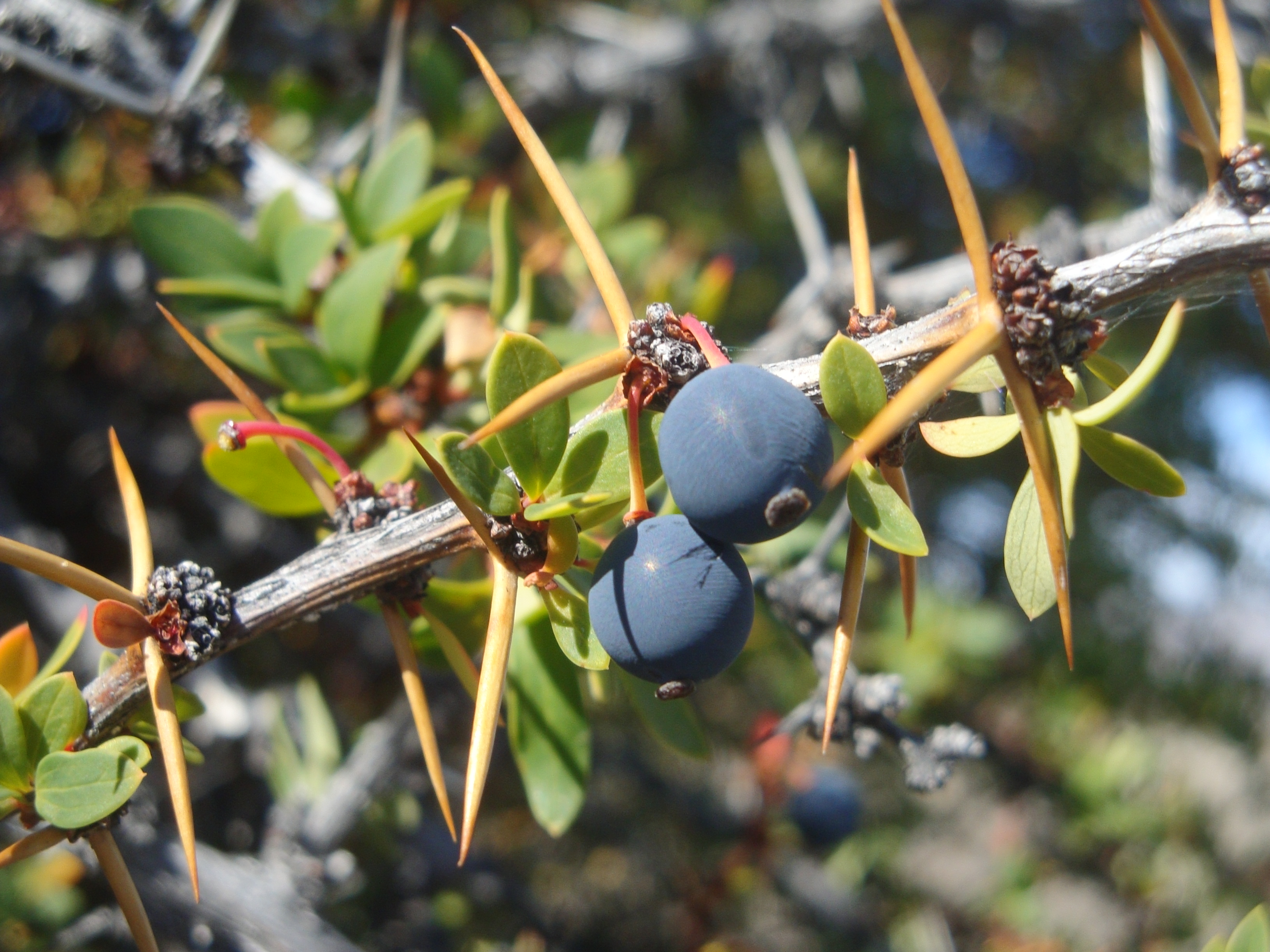
Listy dřišťálu přeměněné na trny
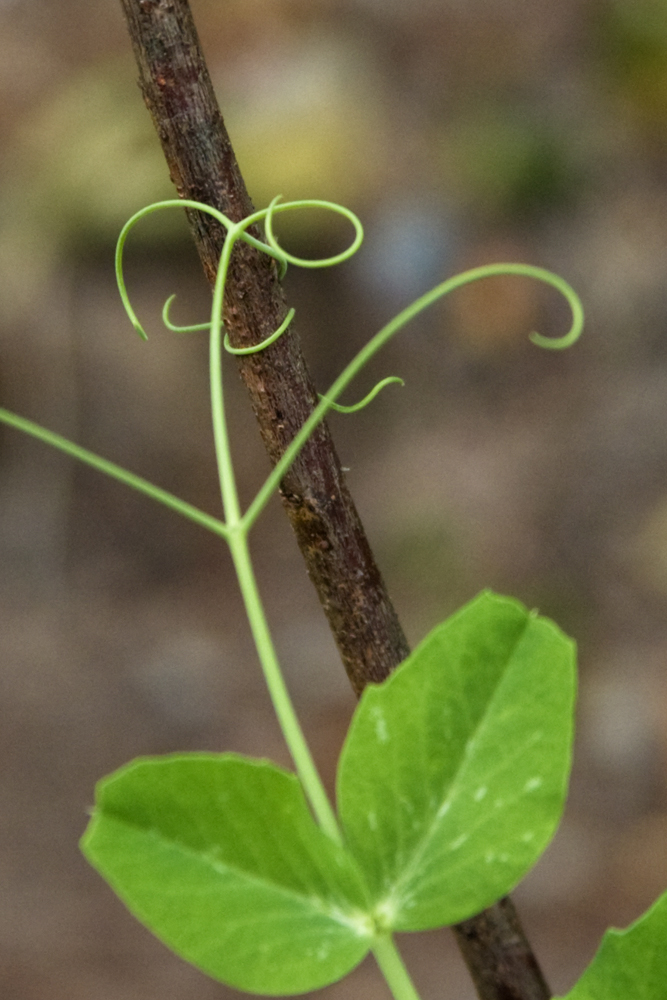
Koncová část listu hrachu přeměněna na úponek
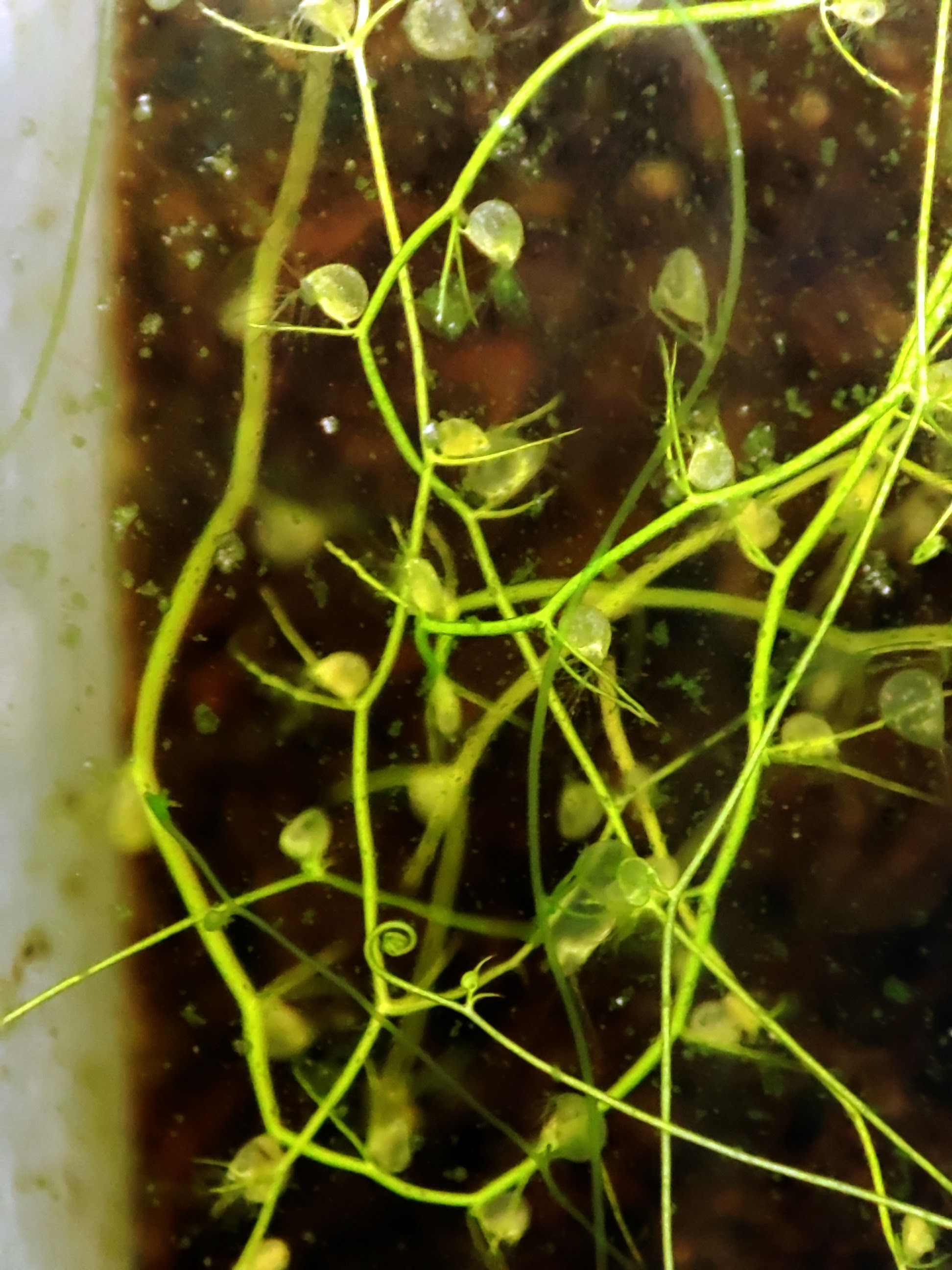
Listy přeměněné na lapací měchýřky masožravé bublinatky Utricularia gibba

### Polymorfismus čepele listu
- Heterofylie – různý tvar listů na jedné rostlině (pryskyřičník, břečťan). Různé tvary listů mohou mít i odlišnou funkci (nepukalka – rhizofyl).
- Anizofylie – různá velikost listů, ale přibližně stejný tvar (vraneček, mateřídouška).

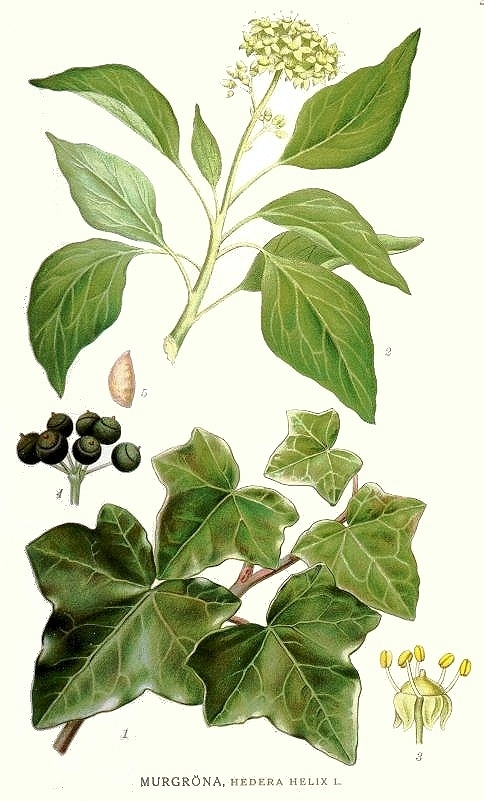
Břečťan vytváří jinak tvarované listy na plazivé části a v koncové části s květy a plody
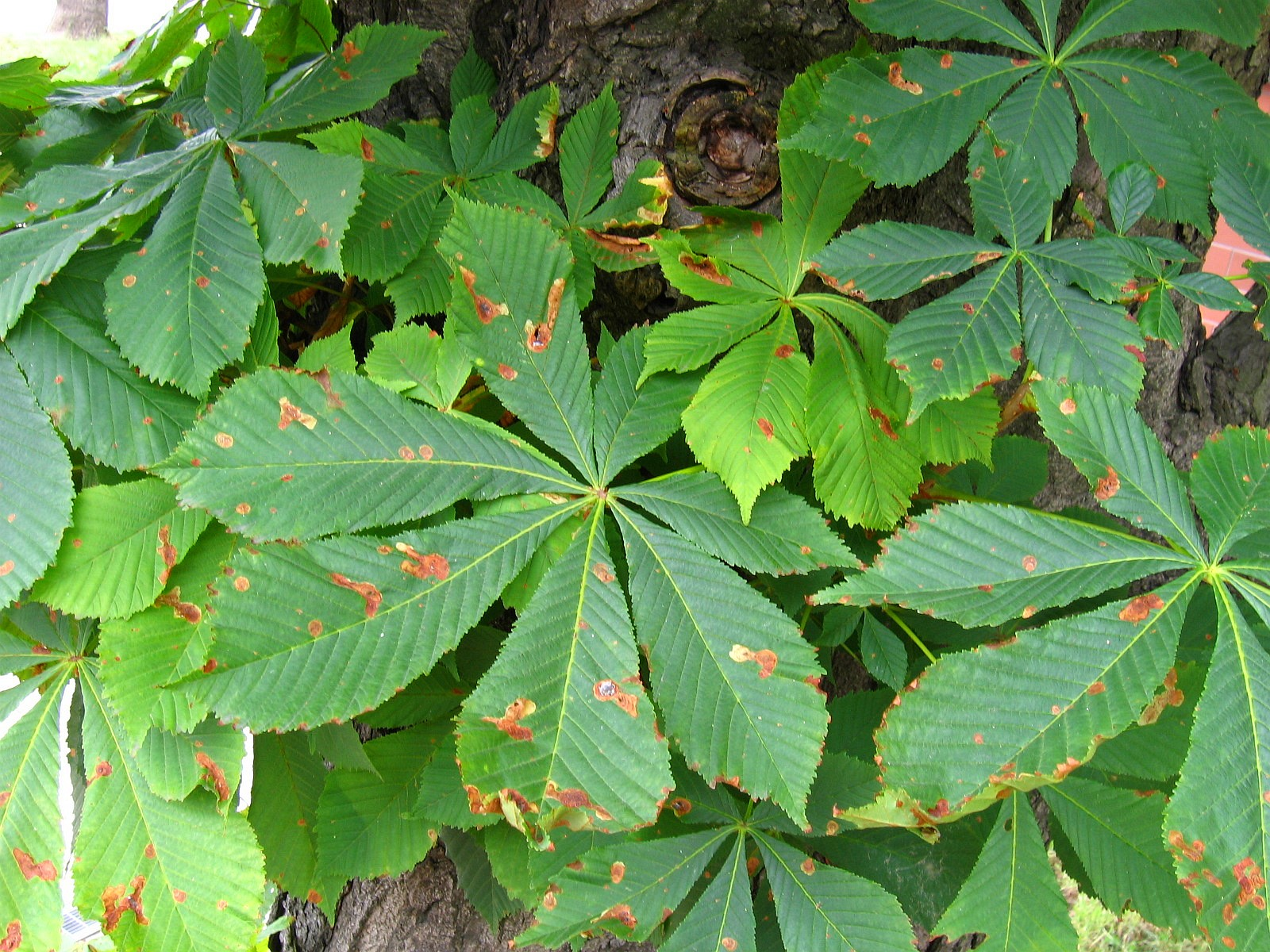
Jírovec má listy stejného tvaru, ale různé velikosti
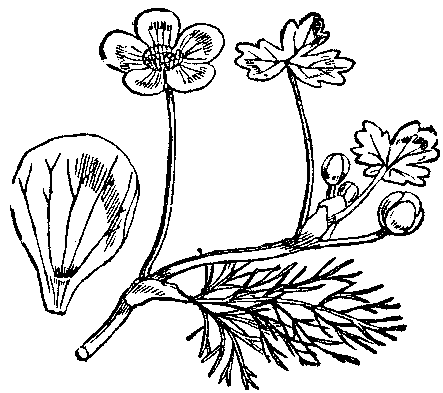
Polymorfismus, heterofylie listů u pryskyřníku Ranunculus aquatilis

### Listeny
Listeny (bractea) jsou listy v květenství, někdy redukované. Někdy bývá listen zbarven podobně jako korunní lístky a přebírá funkci optického lákadla hmyzu k opylení (např. pryšce, toulec áronovitých rostlin). Tvoří také zákrov úboru hvězdnicovitých, plevky na lůžku úboru, obaly a obalíčky miříkovitých, plevy a pluchy v kláscích lipnicovitých.

### Listence
Listence (bracteola) jsou zpravidla párovité listy, vyrůstající na květní stopce (např. na stopce květu violky).

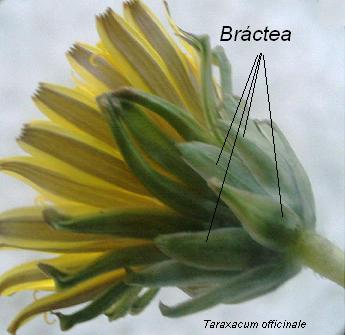
Listeny pampelišky
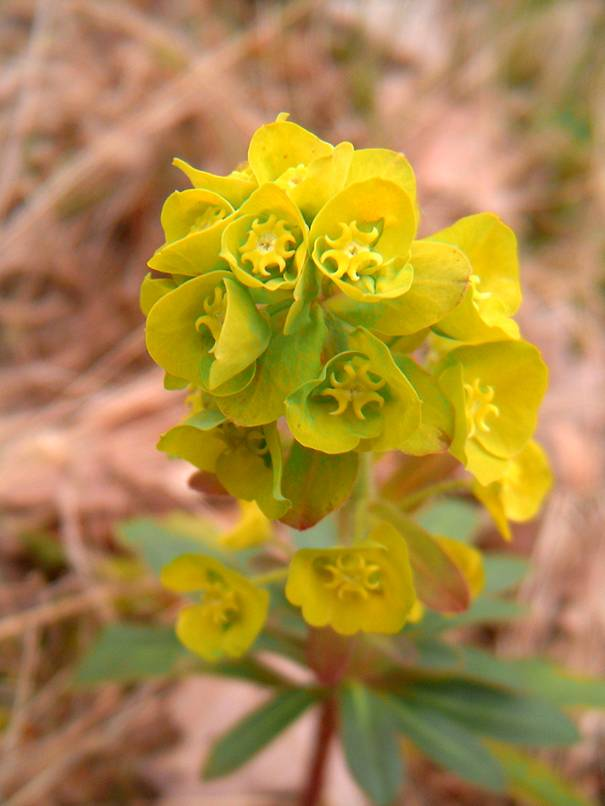
Pryšec nemá okvětní lístky, ale barevné listeny
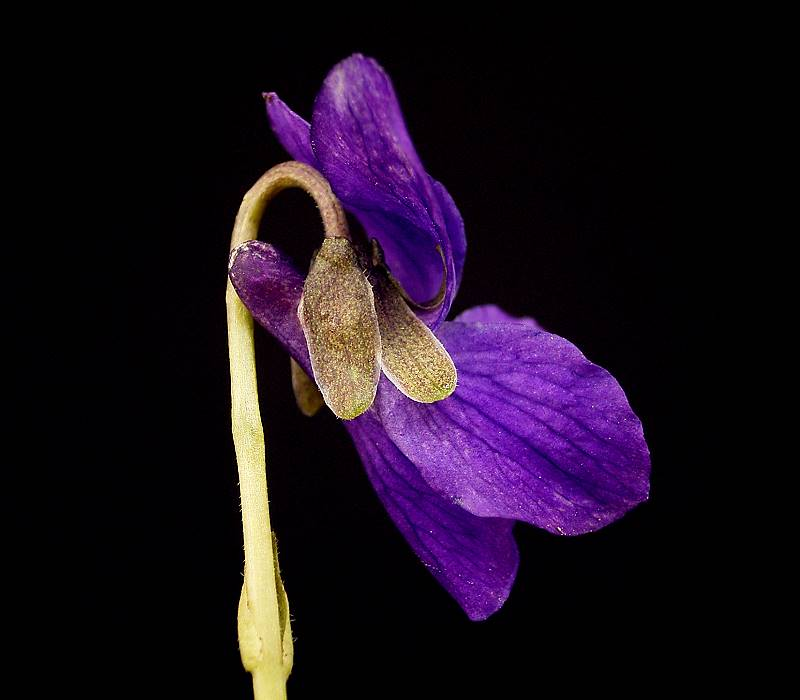
Fialka (Viola odorata) s listencem na květním stvolu
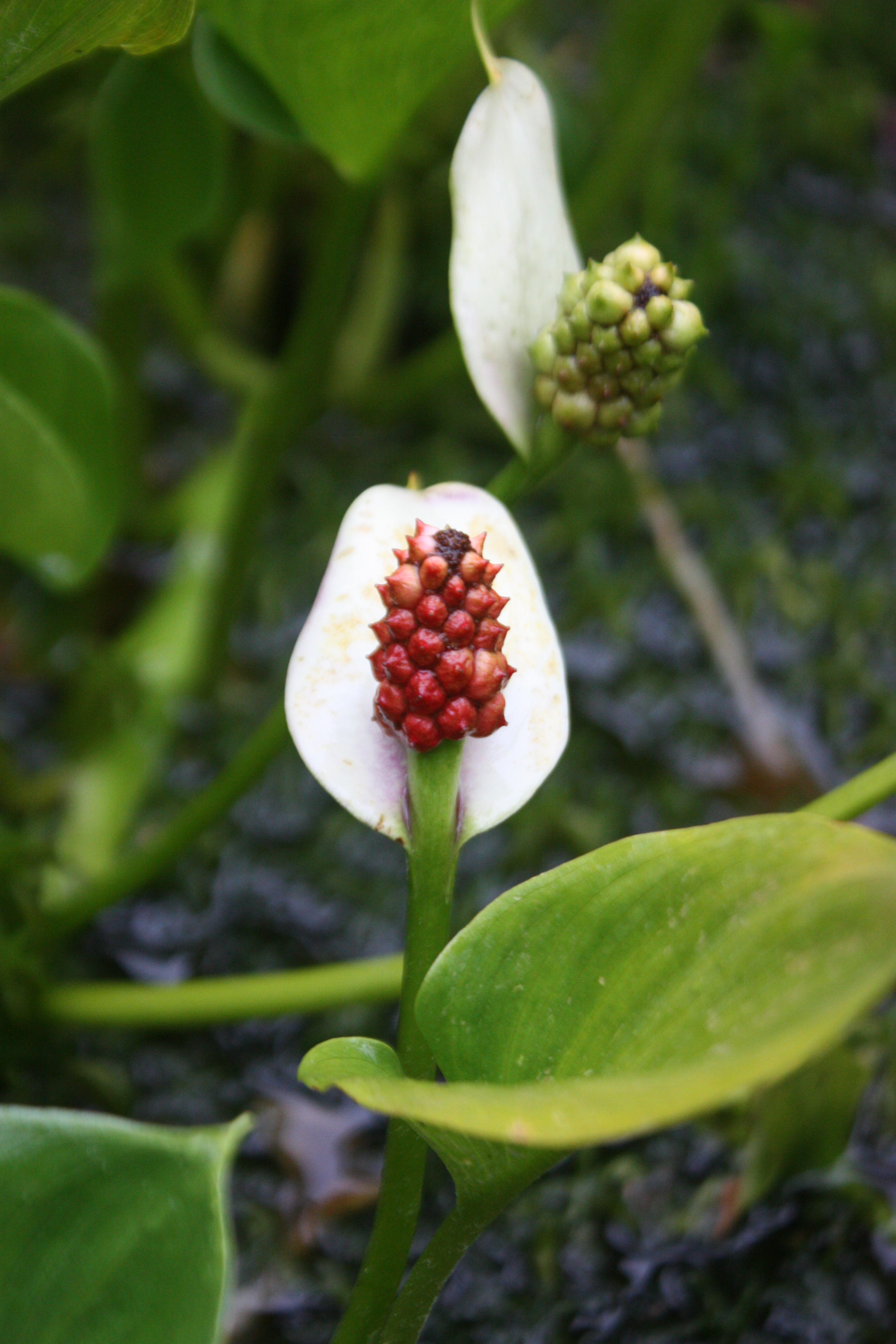
Toulec áronovitých rostlin, ďáblík bahenní (listen)

## Řapík
Řapík (petiolus) je stopkovitá část listu. List bez řapíku je přisedlý (len). Je-li řapík vyvinut, označuje se list jako řapíkatý (např. topol černý). U mnohých rostlin vykonává řapík pohyby a staví čepele do výhodné polohy ke světlu. List kotvice má řapík nafouklý vzduchem,označovaný jako řapík nadmutý. Obsahuje aerenchym, díky čemuž může dobře plavat a nést čepel na vodní hladině. Jiné se rostliny ovíjejí řapíkem (plamének plotní). Jindy řapíky jsou rozšířené a podobají se čepeli a asimilují (kapinice). Podle tvaru rozlišujeme například oblý, polooblý, hranatý, úzce pruhovitý, žlábkovitý, křídlatý u citroníku (Citrus),

Druhy řapíků.
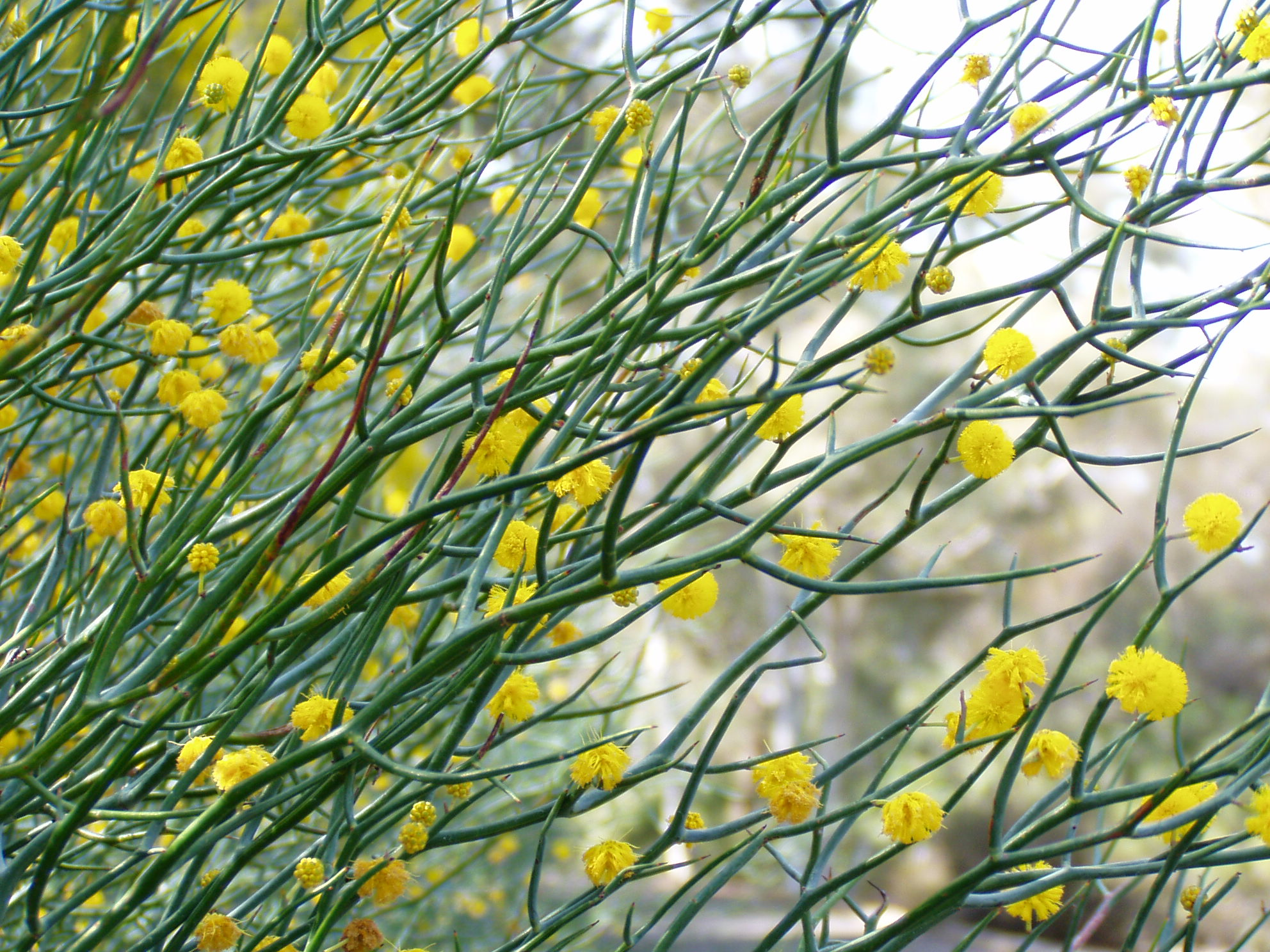
Rozšířené asimilující řapíky akácie.
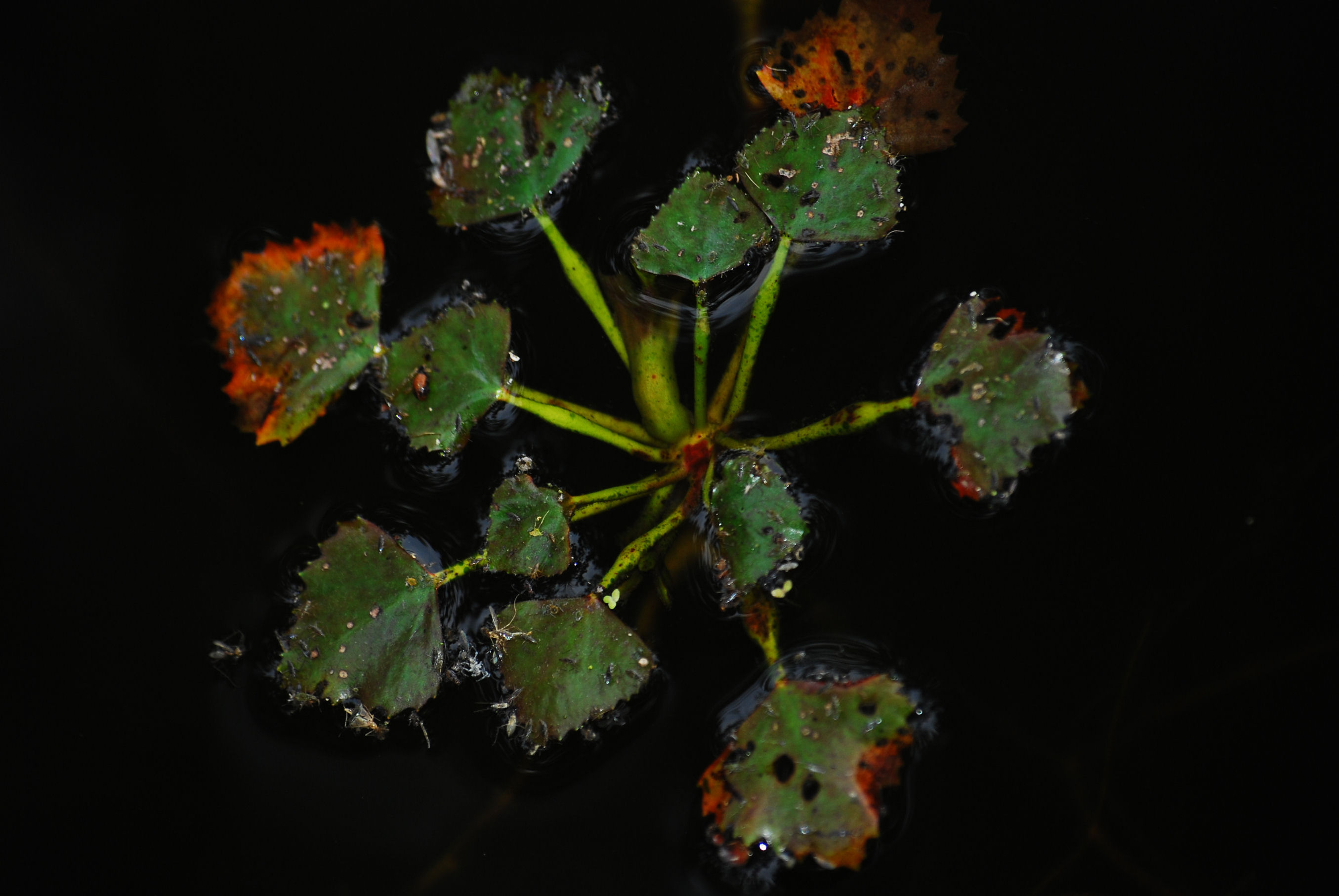
List kotvice má řapík nafouklý vzduchem
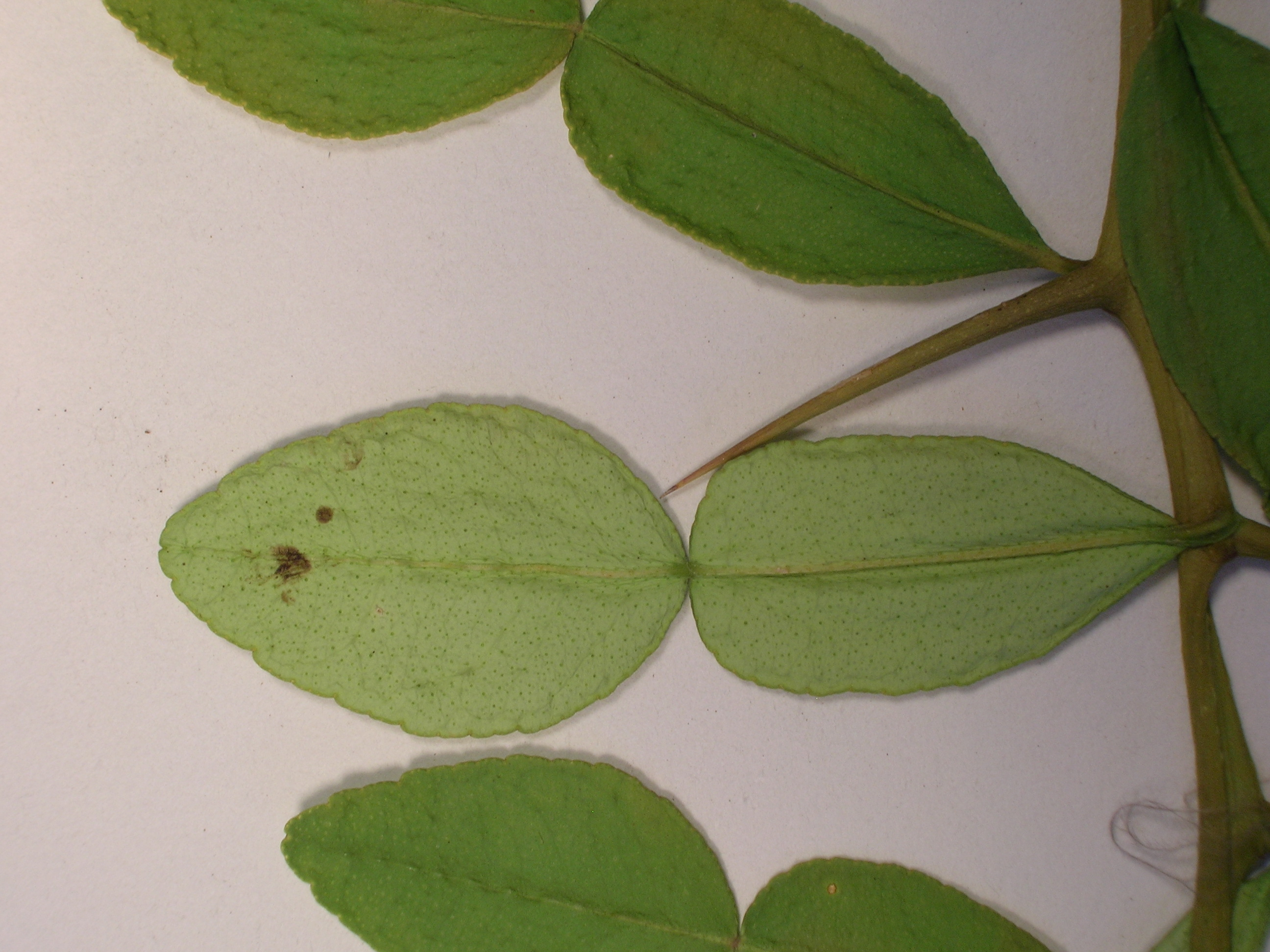
Ztloustlé asimilující řapíky citroníků

## Palisty
U některých krytosemenných rostlin vybíhá báze řapíku nebo báze čepele přisedlého listu v párovité výrůstky – palisty. Není jasné, zda jsou palisty původním nebo odvozeným znakem. Většina argumentů však podporuje původnost volných bazálních palistů. Přesvědčivé fosilie chybějí, ale přítomnost palistů u jedno i dvouděložných a jejich běžná asociace s primitivnějšími čeleděmi dvouděložných budí dojem, že skutečně primitivní jsou.
Palisty (stipula) mohou být: opadavé ještě před vývojem listové čepele (např. dub), nebo vytrvávají po celou dobu existence listu (např. hrách).
U habru palisty kryjí vyvíjející se listy.
Palisty bývají šupinovité, blanité, nebo asimilující. Některé palisty mohou ztrnovatět jako u akátu (Robinia pseudoacacia). U rdesnovitých rostlin srůstají palisty za vzniku válcovitého útvaru (botky). U našich mořenovitých např. u mařinky vonné a svízele dorůstají palisty do velikosti i tvaru asimilačních listů objímajícího stonek nad uzlinou.

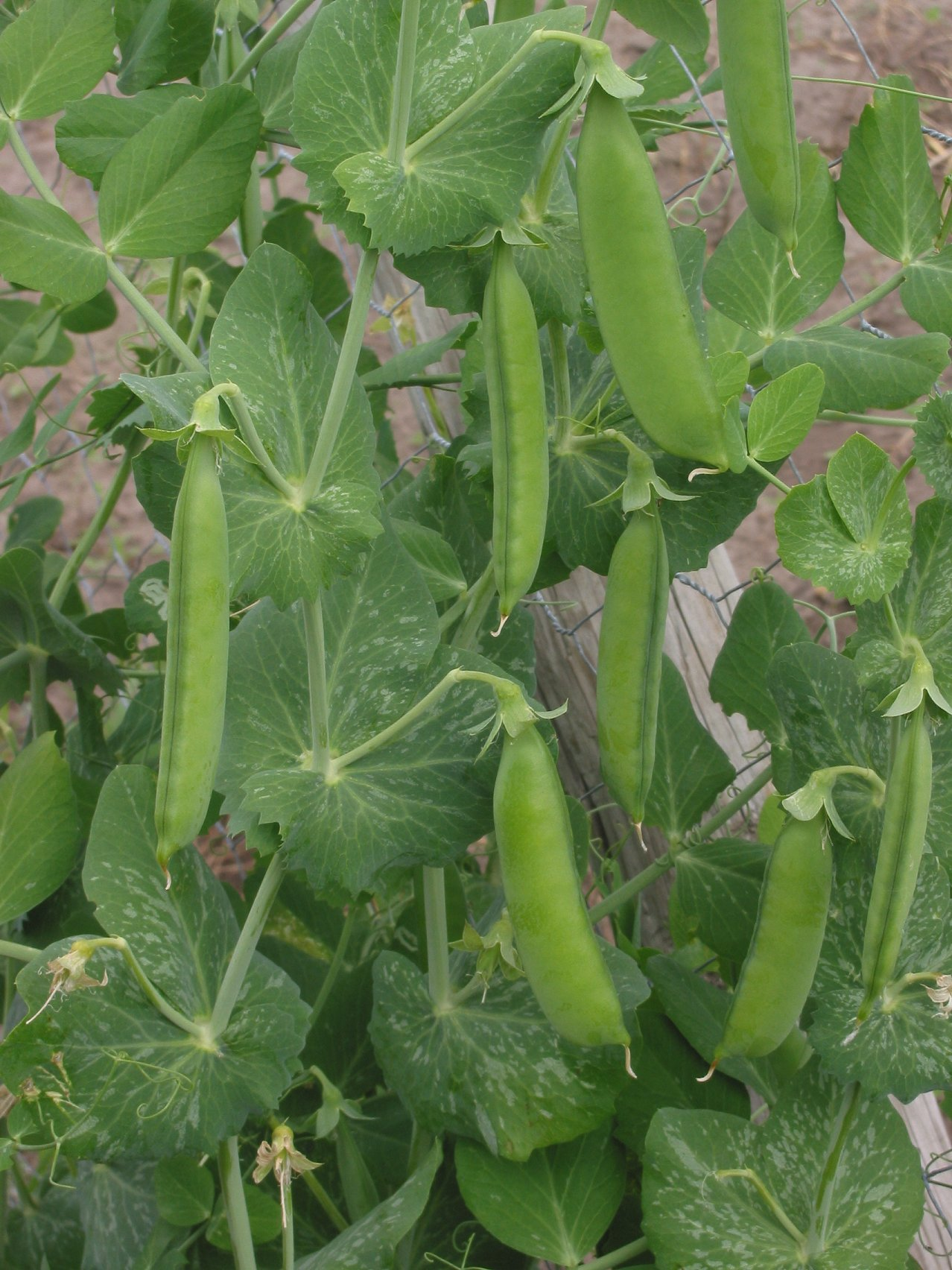
Palisty, které jsou mnohonásobně větší než listy (hrášek)
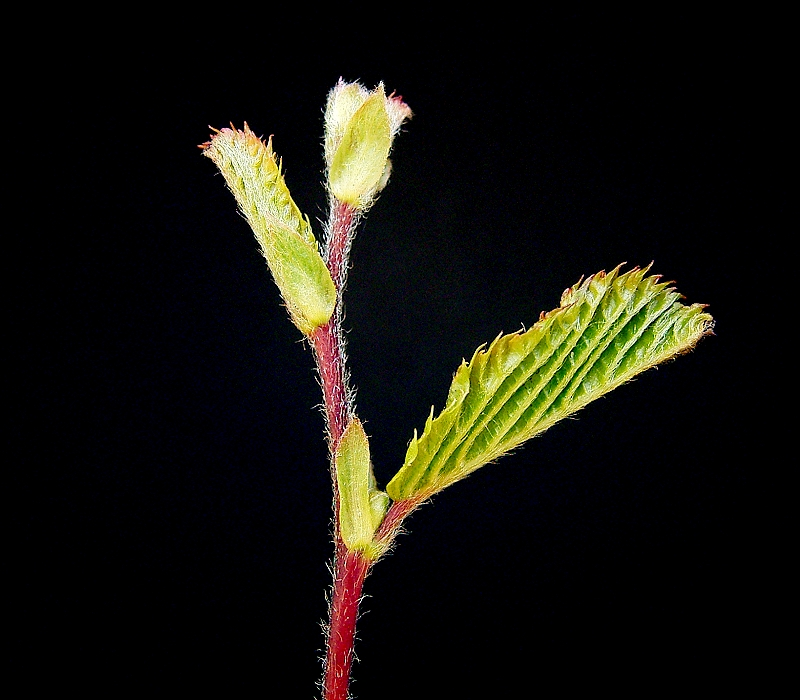
Palisty chránicí list
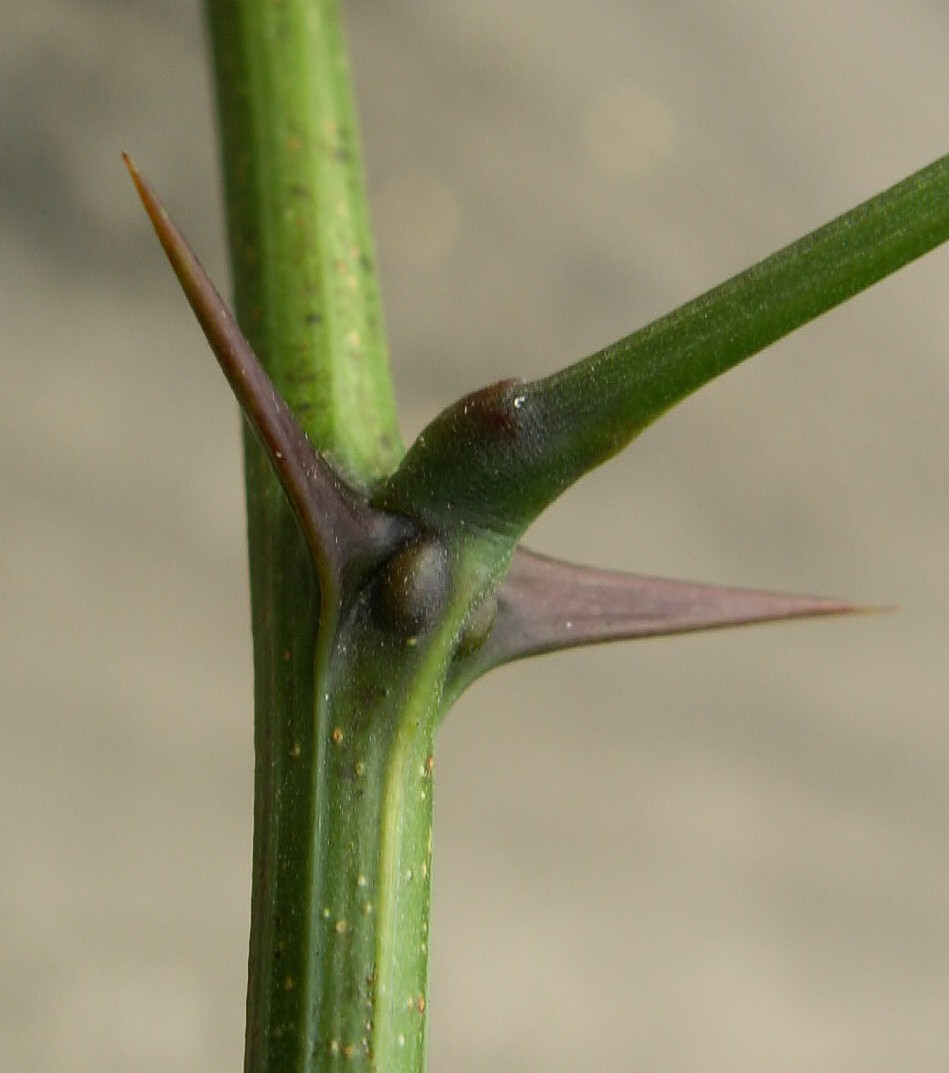
Palisty akátu přeměněné v trny

## Listová pochva
Pochva (vagina) je vyvinutá báze listu, obvykle rozšířená a objímající stonek. Pochva je více vyvinuta u jednoděložných rostlin, kde může zcela zakrývat stonek. Chrání úžlabní pupeny a u lipnicovitých zónu interkalárního meristému. Podle tvaru je možno rozlišovat pochvu srostlou, otevřenou, přitisklou, nadmutou atp. U trav v nejspodnější části listu mohou být vytvořeny ligulární útvary: poševní ouško (auricula), jazýček (ligula). Z pochev mohou vznikat zdánlivé kmeny (banánovník, cibule, kýchavice) – vlastní stonky pak rostou vnitřkem rourkovitého zdánlivého kmene.

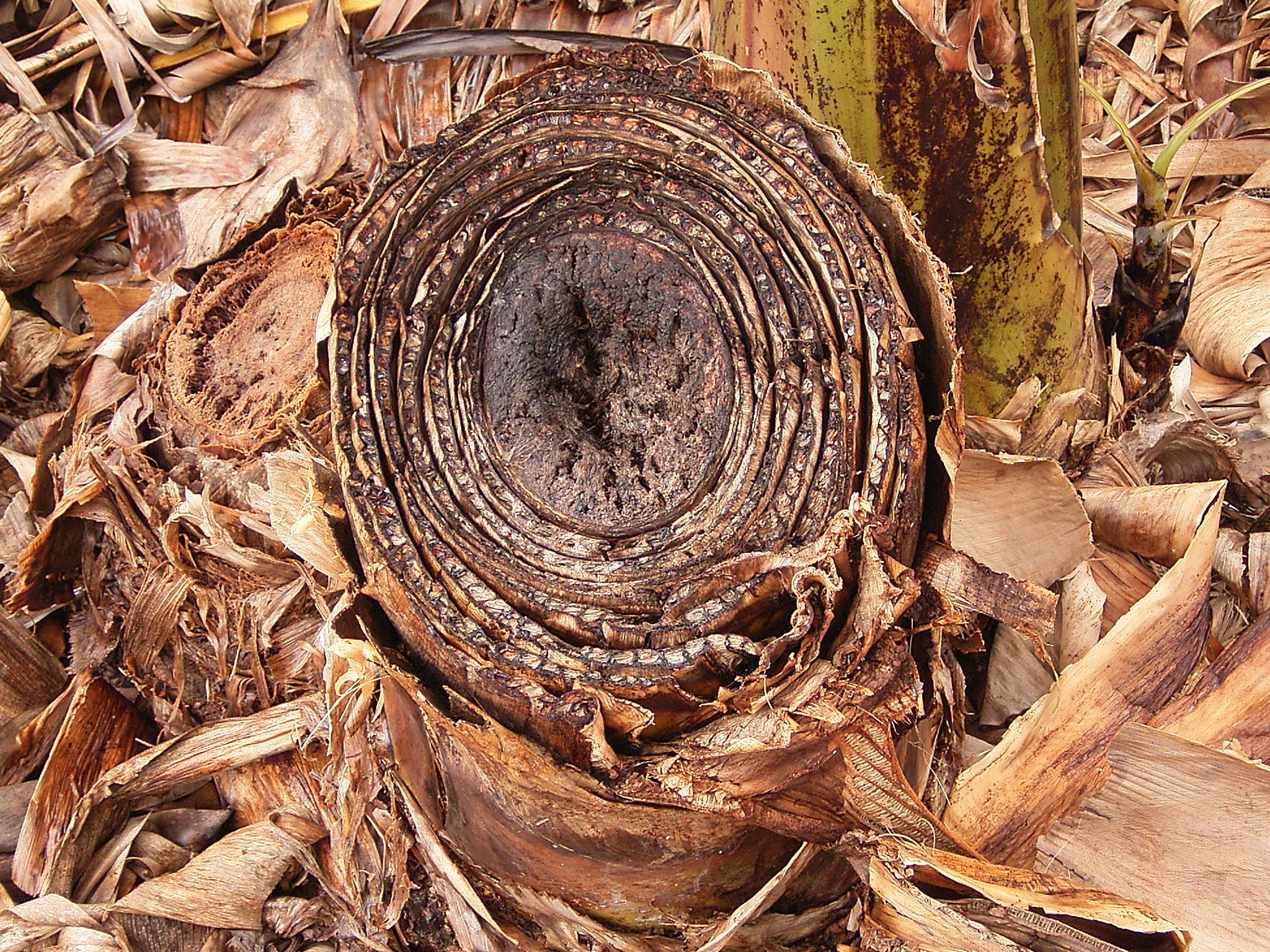
Listové pochvy banánovníku (Musa) obalující kmen
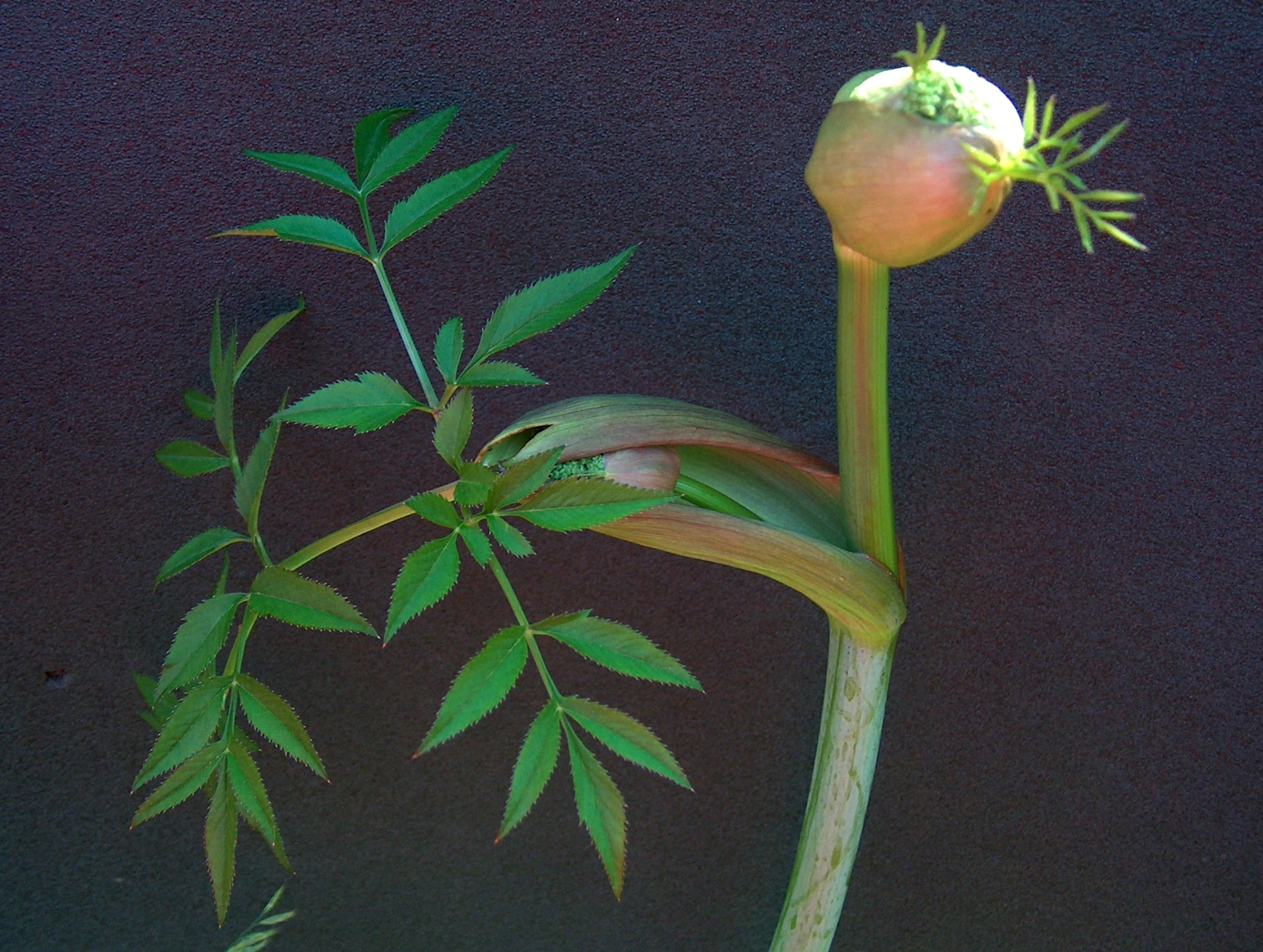
Listová pochva je výraznější u některých miříkovitých (Apiaceae). Na obrázku děhel lesní (Angelica sylvestris).
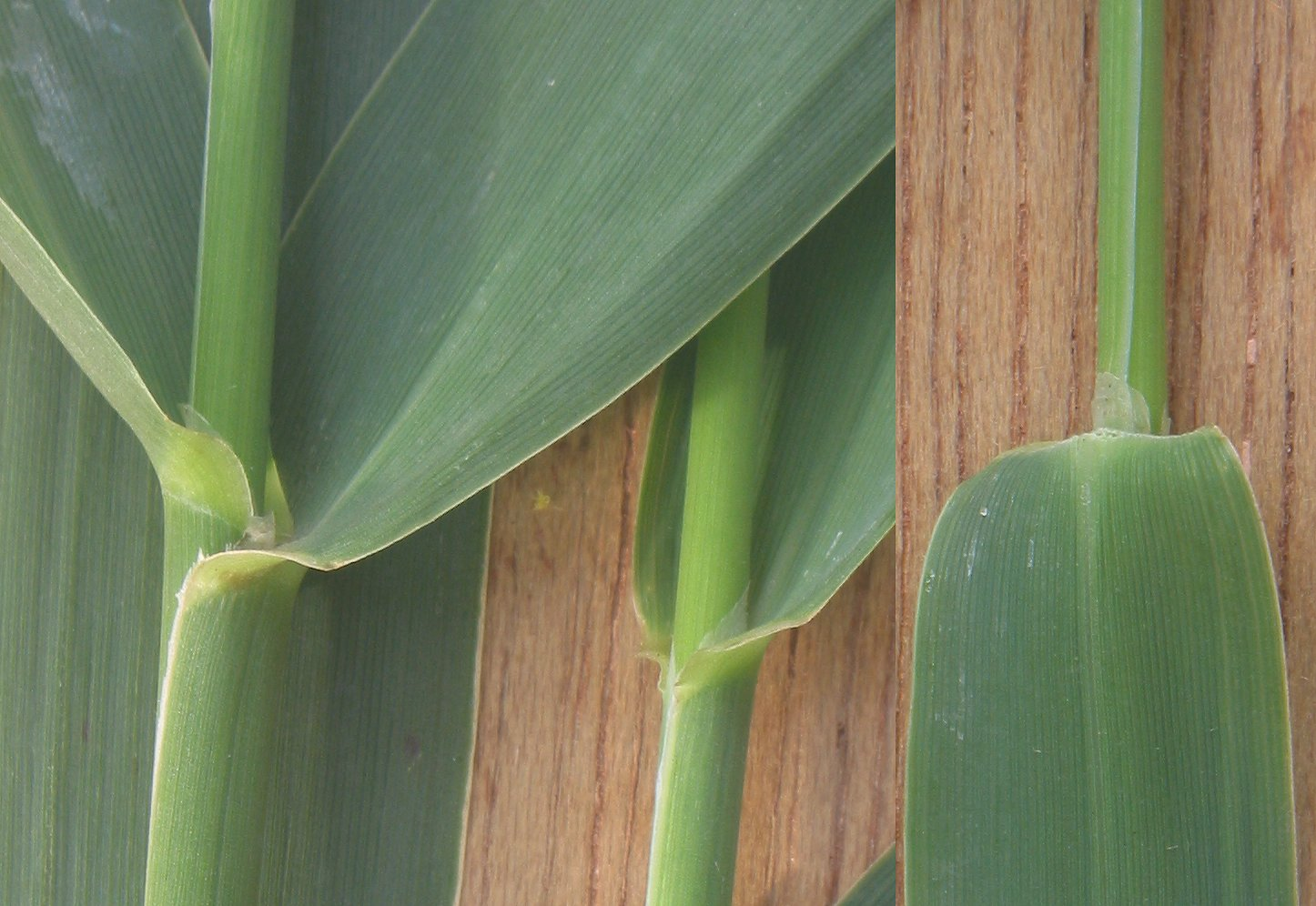
Spojení pochvy se stonkem (ouško) u trav rodu chrastice (Phalaris)

## Děložní lístek
Děložní lístky, (také klíční lístky) tzv. dělohy. Jsou modifikací listu. Zpravidla brzy opadají. Jsou často velmi podobné u rostlin v témže rodu (např. brukvovité).